# Цвітка (місячник)
«Цвітка» — ілюстрований місячник, пізніше двомісячник і неперіодичне видавництво для української молоді в Америці, виходив з 15. 1. 1914 до 1917 і 1922 — 25 у Джерсі-Сіті заходами товариства «Просвіта», Українського народного союзу і видавництва «Свобода»; редактор Д. Андрейко.